# Кармун (Талеш)
Кармун (перс. كرمون) — село в Ірані, у дегестані Хараджґіль, у бахші Асалем, шагрестані Талеш остану Ґілян. У переписі 2006 року вказане як окремий населений пункт, але без відомостей про чисельність населення.

## Клімат
Середня річна температура становить 8,17 °C, середня максимальна – 23,97 °C, а середня мінімальна – -9,29 °C. Середня річна кількість опадів – 361 мм.
| Клімат поселення                              | Клімат поселення | Клімат поселення | Клімат поселення | Клімат поселення | Клімат поселення | Клімат поселення | Клімат поселення | Клімат поселення | Клімат поселення | Клімат поселення | Клімат поселення | Клімат поселення | Клімат поселення |
| Показник                                      | Січ.             | Лют.             | Бер.             | Квіт.            | Трав.            | Черв.            | Лип.             | Серп.            | Вер.             | Жовт.            | Лист.            | Груд.            |                  |
| Середній максимум, °C                         | 2,87             | 3,88             | 5,86             | 12,88            | 17,99            | 21,83            | 23,97            | 23,70            | 19,84            | 15,34            | 10,31            | 5,07             |                  |
| Середня температура, °C                       | −3,21            | −2,21            | −0,23            | 6,79             | 11,92            | 15,76            | 19,13            | 18,85            | 15,00            | 10,48            | 5,47             | 0,23             |                  |
| Середній мінімум, °C                          | −9,29            | −8,28            | −6,3             | 0,70             | 5,84             | 9,69             | 14,29            | 14,01            | 10,16            | 5,63             | 0,63             | −4,62            |                  |
| Норма опадів, мм                              | 29               | 31               | 46               | 51               | 46               | 20               | 13               | 12               | 22               | 34               | 27               | 30               |                  |
| Середньомісячна швидкість вітру, м/с          | 2.06             | 2.59             | 2.64             | 2.81             | 2.25             | 2.03             | 2.20             | 2.18             | 1.90             | 1.90             | 2.22             | 2.08             |                  |
| Середньомісячна сонячна радіація, кДж/м²·день | 7437             | 9988             | 12363            | 16321            | 20193            | 23109            | 23480            | 20348            | 17425            | 12443            | 8977             | 7046             |                  |
| --------------------------------------------- | ---------------- | ---------------- | ---------------- | ---------------- | ---------------- | ---------------- | ---------------- | ---------------- | ---------------- | ---------------- | ---------------- | ---------------- | ---------------- |
| Джерело:                                      |                  |                  |                  |                  |                  |                  |                  |                  |                  |                  |                  |                  |                  |